# 塞姆诺兹山
塞姆诺兹山（法語：Semnoz，法語發音：[sɛmnoz]）是法國東北部上薩瓦省的山峰，屬於博日山脈的一部分，海拔高度1,699米，每年平均降雨量1,645毫米。